# Jelmoli

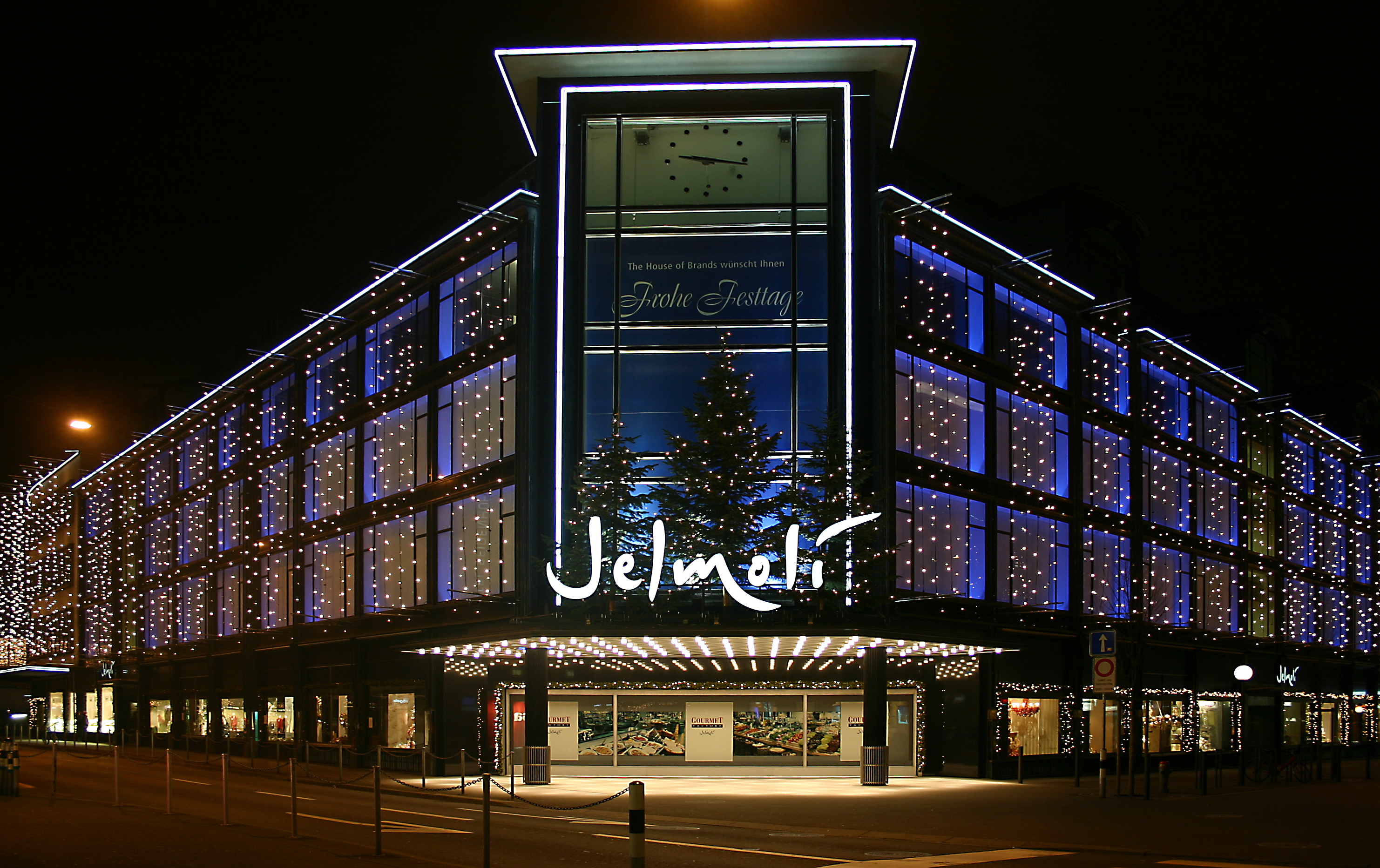
Jelmoli met kerstversiering (2006)

Jelmoli is een warenhuis aan de Seidengasse in Zürich, op korte afstand van de Bahnhofstrasse.

## Warenhuis Jelmoli
De onderneming werd in 1833 door Johann Peter Jelmoli-Ciolina opgericht in Zürich als modelwinkel. De oorspronkelijke hoofdvestiging was een locatie aan de Schipfe, direct aan de Limmat. 
Met het toenmalige nieuwe concept van vaste prijzen, waarop niet meer kon worden afgedongen en vanaf 1834 werd er bezorgd bij de klanten in de stad en de omgeving. Al snel groeide Jelmoli uit tot een van de beste en meest succesvolle winkels in Zürich.
Vanwege de successen hadden de nakomelingen van Johann Peter Jelmoli rond 1885 expansieplannen. De onderneming werd omgevormd tot een vennootschap in 1896. om kapitaal voor de bouw van een nieuw warenhuis te verkrijgen. Vanaf 1899 werd de naam Grands Magasins Jelmoli SA. Het postorderbedrijf werd in 1897 met de uitgifte van de eerste postordercatalogus voor het anders gepositioneerd dan de 'winkel met verzendservice'.
Het nieuwe warenhuis stond bekend als «Glaspalast» en was ontworpen met de Parijse warenhuizen als voorbeeld en werd tevens het hoofdkantoor van Jelmoli. In 1898 werd met de bouw begonnen van het glaspaleis aan de voormalige 'Seidenhöfe', die werd voltooid in 1899. Bij de opening telde de winkel 72 medewerkers. Aan de voormalige 'Seidenhöfe' herinneren thans nog de Seidengasse en de in de volksmond gebruikte aanduiding Seidenhof voor de hoofdvestiging van Jelmoli.
In stappen werd de hoofdvestiging in de jaren 1931–1938, 1947 en 1958–1961 verder uitgebreid, waarbij een nieuwe aanbouw ontstond, die met het glaspaleis een aaneengesloten bouwblok met binnenhof inneemt.
Omdat de aanbouw een markante toren heeft, die zich duidelijk van de bouwstijl van het glaspaleis onderscheid, heeft het gebouw twee totaal verschillende gezichten. In het kader van de uitbreidingen ontstond daarnaast een bouwblok met een driehoekige vorm, de Steinmühleplatz. Hieronder bevindt zich tegenwoordig de parkeergarage van Jelmoli, die bovengronds beschikt over een Shell-benzinestation. Het nieuwe pand aan de Steinmühleplatz / Sihlstrasse / St. Anna-Gasse, dat eveneens tot Jelmoli behoorde, werd middels een gesloten loopbrug voor het personeel ontsloten. Het pand huisvest onder meer Hiltl, het oudste vegetarische restaurant van Zwitserland.
Voor de expansie van Grands Magasins Jelmoli SA tot een warenhuisketen werd in 1952 de inkoopcentrale Einkaufszentrale Gruppe Jelmoli AG opgericht, die een logistiek systeem voor de bevoorrading van de filialen opbouwde. De expansie begon in 1954 met een eerste filiaal in Zürich Oerlikon; daarna volgden zo'n 50 verdere Jelmoli-warenhuizen in de rest van Zwitserland. In het Franstalige deel van Zwitserland breidde Jelmoli in 1963 uit door de overname van de warenhuizen Innovation in Lausanne en Au Grand Passage in Genève. In 1968 voegde de inkoopcentrale het beheer van de filialen en het tweede magazijn voor West-Zwitserland in Lausanne Sèbeillon, samen in het nieuwe magazijn en logistiek centrum in Otelfingen,
De diversificatie van het warenhuisconcern begon in 1972 met de opbouw van Jelmoli Reisen, de restaurantketen Molino en de samen met de Terlinden-Gruppe opgerichte Terlinden-Jelmoli stomerijen. In 1975 opende Jelmoli voor het eerst een filiaal in Frankrijk, in het nieuwe winkelcentrum La Part-Dieu in Lyon. De winkel had een oppervlakte van in totaal 22.000 m² en bood kleding, meubels, decoratie, woonaccessoires of elektronica aan. In 1995 gooide Jelmoli de handdoek in de ring en verliet Part-Dieu en Frankrijk.
De Jelmoli-groep bereikte in 1988 haar hoogtepunt met 231 locaties, 5.200 medewerkers en een omzet van 1,471 miljard CHF.
In 1989 werd een herstructurering gestart van het bedrijf dat langzaam was afgegleden van de core business. De oprichting van een vastgoeddivisie leidde tot de sluiting van Jelmoli-warenhuizen en het beheer van het onroerend goed kwam in handen van de nieuwe vastgoeddivisie. In 1989 werd de in de reisbranche actieve Hans Imholz Holding AG overgenomen en samengevoegd met de Jelmoli Reisen tot Imholz-Jelmoli Touristik Holding AG, waarna de reisbureaus onder de  naam Imholz Reisen AG verdergingen.
In 1994 nam Jelmoli Dipl. Ing. Fust AG met het hoofdkantoor in Oberbüren over van Walter Fust, een winkelketen die weinig van doen had met het klassieke warenhuisconcept. In hetzelfde haar werd ook besloten om de Jelmoli-Gruppe in een holding onder te brengen. Midden 1995 werd de Grands Magasins Jelmoli SA omgevormd tot Jelmoli Holding AG. De Jelmoli-warenhuisactiviteiten werden volledig onderdeel van de Einkaufszentrale Gruppe Jelmoli AG, die haar naam wijzigde in Jelmoli AG.
In de jaren 1990 liepen zowel de omzet als winst van het warenhuis drastisch terug, enerzijds doordat het nieuwe vastgoedbeheer de brede basis voor de Jelmoli-warenhuizen wegsloeg en anderzijds bij alle Zwitserse warenhuizen een consumententeruggang merkbaar was. Als gevolg van deze ontwikkeling trok Jelmoli zich in 1995/1996 volledig terug uit de warenhuis-business en sloot alle filialen met uitzondering van het «Glaspalast» in Zürich. Het logistiek centrum werd daarmee overbodig en het meerderheidsbelang in het traditionele Jelmoli-Versand werd verkocht. De resterende Züricher hoofdvestiging werd verbouwd om het wegvallen van de inkoop- en opslaglogistiek te compenseren. Sinds 1997 presenteert het warenhuis zich als Shop-in-Shop-Gallery met de slogan «The House of Brands».
In 2019 opende Jelmoli filialen in The Circle, een winkelcentrum bij de luchthaven.
In februari 2023 maakte moederbedrijf Swiss Prime Site bekend dat het warenhuis aan de Züricher Bahnhofstrasse eind 2024 zal sluiten. Vergeefse pogingen om een nieuwe exploitant voor het warenhuis te zoeken, de opkomst van de online handel en het veranderde consumentengedrag zijn hier debet aan. Daarnaast heeft de nieuwe positionering van concurrent Globus een rol gespeeld. Na de sluiting zal het pand voor 100 miljoen Zwitserse franken worden verbouwd. Na de verbouwing komen er nieuwe winkels en wordt een deel verhuurd aan horeca en kantoren. Het filiaal in The Circle zal eveneens gesloten worden. De webshop wordt halverwege 2023 gesloten. In totaal gaan er ca. 850 banen verloren met de sluiting van Jelmoli. Uiteindelijk sluit Jelmoli op 28 februari 2025 na een opheffingsuitverkoop. In 2027 zal een deel van het pand worden ingenomen door het warenhuis Manor.

## Jelmoli Holding
De ombouw van het warenhuisconcern in de Jelmoli Holding kreeg in de eerste jaren moeilijk vorm. Als gevolg van liquiditeitsproblemen en dreigende overfinanciering moest men zich in 1996 vrijwel volledig ontdoen van de core busines (de warenhuisketen en het postorderbedrijf). Dit moment werd in 1997 door Walter Fust, die pas twee jaar tevoren zijn eigen onderneming aan Jelmoli verkocht had en in 1996 de meerderheid verwierf in Jelmoli, uitgenut om bestuursvoorzitter te worden.
Binnen de holding waren er twee pijlers; Detailhandel en Vastgoed, waarbij er voor de eerste voortdurend veranderingen waren.
Voor de in de Jelmoli Versand AG ondergebrachte postorderactiviteiten werd een samenwerking aangegaan met het Duitse Heine Versand, aan wie het meerderheidsbelang in deze dochteronderneming reeds in 1996 verkocht was.
Bij Imholz Reisen AG werd een samenwerking aangegaan met TUI (Suisse) en Vögele Reisen, in een joint-venture onder de naam ITV (Imholz-TUI-Vögele). Jelmoli Holding verkocht haar aandeel in ITV in 1999. Sinds 2000 heet de onderneming TUI (Suisse).
Portable Shop Schweiz AG werd in 1998 verworven en fuseerde in 2003 met Dipl. Ing. Fust. Rediffusion AG, dat het kabelnet in Zürich en een consumentenelectronica-keten exploiteerde, werd opgesplitst. Cablecom nam het kabelnet over en de rest van de onderneming werd in 2002 door de Jelmoli Holding overgenomen en in Fust geïntegreerd. Hierdoor werd Fust exclusieve handelspartner voor producten van Cablecom.
In 1999 verkocht Jelmoli haar 50-procent-belang in Terlinden-Jelmoli Textilpflege AG aan Terlinden Management AG. 
In juli 2006 werd een meerderheidsbelang van 80 % van netto24 AG verkregen, dat onder de internetdomeinnamen www.preisinsel.ch en www.netto24.ch actief is in de online-verzendhuis.
In mei 2007 maakte Jelmoli Holding bekend dat het voornemens was de winkels in elektronica- en huishoudelijke apparatuur van Dipl. Ing. Fust AG en het meerderheidsbelang in netto24 AG voor een bedrag van rond 990 miljoen Zwitserse francs te verkopen aan Coop onder het voorbehoud van goedkeuring door de mededingsautoriteit. Daarmee werd  bevestigd dat men zich van wilde ontdoen van de retail-activiteiten en zich wilde concentreren op het vastgoedbeheer. De verkoop werd na toestemming van de mededingingsautoriteit in november 2007 voltooid.
Eind juli 2007 maakte Jelmoli Holding AG bekend haar Zwitserse vastgoedl voor de prijs van 3,4 miljard Zwitserse francs aan een internationaal consortium te hebben verkocht. Het consortium bestond uit Igal Ahouvis Blenheim Properties, Delek Global Real Estate en Delek Belron International Ltd. Het consortium had tot eind 2007 de optie om Jelmoli House of Brands, de meerderheid van Jelmoli Bonus Card AG en Jelmoli Service AG over te nemen. De Jelmoli Holding AG zou daarmee in het kader van een strategische herinrichting tot een investeringsmaatschappij worden.
Later bleek dat het consortium de koop met kredieten wilde financieren. Als gevolg van de subprime-crisis midden augustus 2007, kwam de geld- en kapitaalmarkt tot stilstand, waardoor het consortium problemen had om de overeengekomen koopsom van 3,4 miljard Zwitserse francs bij elkaar te krijgen, waarop zij opnieuw wilde onderhandelen met de Jelmoli Holding AG over de prijs. De Israëlische investeerders wilden daarbij een korting van 10 % afdwingen en onderbouwden dit met de veranderde realiteit op de financiële markten.
Nadat er meerdere weken werd onderhandeld maakte de Jelmoli Holding AG eind oktober bekend, dat de koper van het vastgoedprofilio zijn verplichtingen niet na wilde komen. Begin december 2007 werd het consortium aangeklaagd door de Jelmoli Holding wegens contractbreuk.
Meerderheidsaandeelhouders van Jelmoli respectievelijk Jelmoli Holding waren vanaf 1940 de uitgeversfamilie Ringier, vanaf 1969 de Schweizerische Kreditanstalt, vanaf 1977 de UTC International, vanaf 1996 Walter Fust en tot maart 2009 Georg von Opel, een telg uit de Familie Opel.

### Opsplitsing
Na een meerdere jaren durende strategische herschikking en de in 2007 mislukte afsplitsing van het vastgoed, besloot de Jelmoli Holding in januari 2009 definitief op te splitsen in twee beursgenoteerde ondernemingen; een vastgoedfonds en een investeringsfonds. De opsplitsing werd in maart 2009 een feit.
Jelmoli Holding AG
Het vastgoedbedrijf dat verderging onder naam Jelmoli Holding omvatte een vastgoedportefeuille met een waarde van zo'n 3,2 miljard Zwitserse francs. Het detailhandelsdeel met het Jelmoli-warenhuis was de tweede pijler. Eind mei 2009 verkocht de meerderheidsaandeelhouder Georg von Opel zijn aandeel in de nieuwe Jelmoli Holding aan het Zwitserse vastgoedbedrijf Swiss Prime Site (SPS). Dit leidde ertoe dat begin juni 2009 een openbaar bod werd uitgebracht op de uitstaande aandelen tegen een aandelenruil.
Na een beperkte verhoging van het aanbod had SPS eind oktober 2009 circa 98 % van de stemgerechtigde aandelen, waarmee een zogenoemde Squeeze-out-procedure kon worden opgestart. Officieel werd er gesproken over een fusie met Jelmoli en werden de Jelmoli bestuurders Christopher Chambers en Klaus Wecken opgenomen in het bestuur van SPS. Met de fusie-overeenkomst van 22 juni 2010 ging de Jelmoli Holding AG op in de SPS-dochteronderneming «SPS Beteiligungen Alpha AG», waarmee de Jelmoli Holding op 28 juni 2010 uit het handelsregister werd uitgeschreven.
Met de ontbinding van de Jelmoli Holding onder SPS werd in mei 2010 de resterende 72,5 % aandelen in de in 2006 geìntroduceerde «Jelmoli Bonus Card AG», verkocht aan de Valartis Group AG. Valartis had vanaf de oprichting reeds de resteren 27,5 % in handen. De onderneming werd daarna hernoemd tot Valartis Bonus Card AG.
Athris Holding AG
In de investeringsmaatschappij, die naar buiten treedt als Athris Holding werden de die niet meer tot de core business van de Jelmoli Holdig behorende activiteiten ondergebracht. 
Dit omvatte destijds de Seiler Hotels Zermatt AG, de restaurantketen Molino, de detailhandelsketens Beach Mountain (sportartikelen en -kleding) en Fundgrube (kleding en non-food), alsmede vastgoedbelangen in Rusland en Algerije. Eind 2009 werd Athris vrijwel geheel overgenomen door  Pelham Investments AG van Georg von Opel. In januari 2010 werd het bedrijf weer aan de Zwitserse beurs genoteerd.